# Congrès libéral-démocrate
Pour les articles homonymes, voir KLD.
Le Congrès libéral-démocrate (en polonais : Kongres Liberalno-Demokratyczny, KLD) est un parti politique polonais libéral fondé en 1990 et dissous en 1994.

## Fondation
Le KLD est issu d'un groupe informel de réflexion socio-économique de Gdańsk appelé le « Congrès libéral » (KL), constitué en 1988 autour des opposants Jan Bielecki, Donald Tusk, Janusz Lewandowski et Jacek Merkel. La conférence nationale de création du KLD se réunit les 29 et 30 juin 1990, portant Lewandowski à la présidence du parti, qui est officiellement enregistrée le 9 octobre. Il défend alors un programme qu'il qualifie de « libéralisme pragmatique », appelant effectivement aux privatisations, à l'extension de l'économie de marché et à l'intégration euro-atlantique.
Initialement, le KLD est membre de l'Accord du centre (PC), une alliance de centre droit mise sur pied par Jarosław Kaczyński. En janvier 1991, Bielecki prend la suite de Tadeusz Mazowiecki et forme un gouvernement comprenant le KLD, le PC, l'Union chrétienne-nationale (ZChN) et le Parti démocratique (SD). Huit ministres en font partie au titre du Congrès libéral-démocrate. Le parti se retire du PC au mois de mars, après que ce dernier a décidé d'assumer une orientation chrétienne démocrate. Le 19 mai, Tusk prend la présidence du KLD. Il est admis au sein de l'Union démocrate européenne (UDE) en septembre.

## Élections libres

### Scrutin de 1991
Aux élections parlementaires du 27 octobre 1991, porté par la popularité de Bielecki qui réalise le meilleur résultat en votes préférentiels avec 115 002 votes dans la circonscription de Varsovie, le KLD remporte 7,49 % des suffrages exprimés, soit 37 députés et 6 sénateurs. À l'instar de l'Union démocratique (UD), il refuse de rejoindre le gouvernement de Jan Olszewski, issu du PC, du fait de désaccords sur la politique économique et les réformes libérales de Leszek Balcerowicz.
Le 11 juillet 1992, le KLD revient au pouvoir dans le cadre d'un gouvernement de coalition emmené par Hanna Suchocka, de l'UD. Quatre de ses ministres sont issus du KLD, dont Bielecki et Lewandowski. À partir du 6 novembre, le parti siège au sein d'un nouveau groupe parlementaire, le Programme libéral polonais (PPL), où il cohabite avec le Parti polonais des amis de la bière (PPPP) et cinq députés pro-gouvernementaux de l'Accord du centre. Le Congrès obtient notamment un vote par le Parlement d'un plan massif de privatisations.

### Scrutin de 1993
La chute du gouvernement Suchocka entraîne la tenue des élections parlementaires anticipées du 19 septembre 1993. Le KLD, conduit par Tusk, enregistre une importante perte de popularité du fait des réformes économiques et sociales, ainsi que des mises en cause pour corruption d'un certain nombre de ses députés. Il tombe à 3,99 % des voix, en dessous du seuil de représentativité, fixé à 5 %. Un seul sénateur, Wojciech Kruk, est réélu dans la circonscription de Poznań, devançant d'à peine 3 000 voix un candidat du PSL.

## Dissolution
Les 23 et 24 avril 1994, l'Union démocratique et le Congrès libéral-démocrate organisent le congrès de l'unité. Les deux partis décident alors de fusionner en créant l'Union pour la liberté (UW), dont Tadeusz Mazowiecki prend la présidence, Donald Tusk étant désigné vice-président. En 2001, plusieurs personnalités du KLD, comme Tusk ou Lewandowski, participent à la fondation de la Plate-forme civique (PO).

## Dirigeants
| Nom | Nom                | Mandat                      |
| --- | ------------------ | --------------------------- |
|     | Janusz Lewandowski | 29 juin 1990 – 19 mai 1991  |
|     | Donald Tusk        | 19 mai 1991 – 24 avril 1994 |

## Résultats électoraux

### Élections parlementaires
| Année | Diète   | Diète | Diète    | Sénat   | Rang | Gouvernement                                                |
| Année | Voix    | %     | Mandats  | Mandats | Rang | Gouvernement                                                |
| ----- | ------- | ----- | -------- | ------- | ---- | ----------------------------------------------------------- |
| 1991  | 839 978 | 7,5   | 37 / 460 | 6 / 100 | 7e   | Opposition (1991-1992) et Gouvernement Suchocka (1992-1993) |
| 1993  | 550 578 | 4     | 0 / 460  | 1 / 100 | 10e  | Extra-parlementaire                                         |